# Laurence Freeman
Laurence Freeman (né le 17 juillet 1951) est un prêtre catholique et un moine bénédictin de l'abbaye de Turvey en Angleterre, un monastère de l'ordre du Mont-Olivet. Il est le directeur de la World Community for Christian Meditation et de la communauté d'oblat qui lui est propre.

## Biographie
Né en Angleterre en 1951, il a reçu l'enseignement des bénédictins et a étudié la littérature anglaise au New College. Avant d'entrer dans la vie monastique, il travaillait dans le monde bancaire et journalistique, ainsi qu'aux Nations unies.
En 1975, Freeman rejoint le frère John Main OSB à Ealing Abbey à Londres, dans le cadre de la première communauté laïque expérimentale dédié à une vie bénédictine, avec la méditation chrétienne comme pratique contemplative. De cette expérience a été créé le Centre de Méditation Chrétienne à Londres. En 1977, à la suite de l'invitation de l'archevêque de Montréal, il est allé au Canada pour y établir une communauté bénédictine de moines et de laïcs consacrés à la pratique et l'enseignement de la méditation chrétienne. Freeman a étudié la théologie à l'Université de Montréal et à l'Université McGill. Il a fait sa profession solennelle monastique et ses vœux religieux en 1979 avant d'être ordonné prêtre en 1980.
Après la mort de John Main en 1982, Freeman a poursuivi le travail de l'enseignement méditatif qui avait commencé à se développer pour former une communauté mondiale. Il continue à parcourir le monde pour donner des conférences et des retraites. En 1991, il est retourné vivre en Angleterre pour établir le centre international de méditation chrétienne. La communauté mondiale nouvellement formée est désormais présente dans plus de 100 pays.
Freeman est l'auteur de nombreux livres, dont Light Within (Dans la Lumière), Selfless Self (Le Soi Désintéressé), Your Daily Practice (Votre Pratique quotidienne), The Inner Pilgrimage (Le Pèlerinage Intérieur), Jesus: The Teacher Within (Jésus : l'enseignant intérieur) et First Sight: The Experience of Faith (L'Expérience de la Foi). Il écrit pour des journaux et des magazines. Il est un collaborateur régulier de The Tablet. Il est également le principal éditeur des œuvres de John Main.
Fortement engagé dans les initiatives internationales inter-religieuses de dialogue et de paix, Freeman a participé entre 1998 et 2000 au programme historique "la Voie de la Paix" - une série de dialogues entre chrétiens et bouddhistes avec le Dalaï Lama en Inde, en Italie et à Belfast. Le programme s'est poursuivi en 2013 avec d'autres dialogues à Sarnath, en Inde. En 2006, il a co-organisé une réunion à l'Université York pour explorer les points communs entre le christianisme et l'islam. Il a été conférencier invité au Parlement mondial des religions à Melbourne, en Australie, en 2009.
Freeman a reçu l'ordre du Canada en 2010 en reconnaissance de son travail de dialogue interreligieux et de la promotion de la paix dans le monde.
Le travail de Freeman encourage également l'enseignement de la méditation aux enfants et étudiants. Il a fondé le Centre John Main pour la méditation et le dialogue interreligieux à l'université de Georgetown aux États-Unis et voit la dimension contemplative de la connaissance comme une caractéristique essentielle de toute éducation véritable. En 2010, il a lancé le programme de sensibilisation Meditatio de WCCM pour marquer la célébration de son vingtième anniversaire. Meditatio organise des séminaires, des forums et des ateliers pour engager le dialogue avec le monde laïc et produit des publications et des ressources sur les thèmes de l'éducation, de la santé mentale, des affaires, de la toxicomanie et de la récupération, de l'interreligieux et d'autres sujets.
Grâce à la Communauté mondiale pour la méditation chrétienne, maintenant établie en tant que communauté contemplative contemporaine et œcuménique, Freeman continue le travail de l'enseignement de la méditation chrétienne et la restauration de la contemplation comme une dimension essentielle et centrale de toute spiritualité chrétienne.